# كأس إنترتوتو 1987
كأس إنترتوتو 1987 هو الموسم 27 من كأس إنترتوتو. فاز فيه نادي بروندبي.